# Adeloneivaia acuta
Adeloneivaia acuta is een vlinder uit de familie nachtpauwogen (Saturniidae), onderfamilie Ceratocampinae.
De wetenschappelijke naam van de soort is voor het eerst geldig gepubliceerd door Schaus in 1896.